# Planeta albo Plastik?
Planeta albo plastik? – globalna inicjatywa National Geographic Society, której celem jest zmniejszenie zużycia produktów jednorazowego użytku z tworzywa sztucznego i edukacja na temat narastającego problemu tego rodzaju śmieci. W ramach akcji – mająca ponad 130-letnią historię – marka National Geographic wdrożyła szereg proekologicznych rozwiązań w swoich biurach na całym świecie, a także prowadzi działania edukacyjne, propagujące redukcję zużycia tworzywa sztucznego, wykorzystując w tym celu zarówno magazyn National Geographic, jak również telewizyjne kanały naukowe.

## Historia
Inicjatywa „Planeta albo plastik?” rozpoczęła się w maju 2018 roku, kiedy w magazynie National Geographic na całym świecie opublikowany został rozbudowany artykuł o wpływie produktów jednorazowego użytku z tworzywa sztucznego na środowisko i życie człowieka. Zdjęcie zamieszczone na okładce tego wydania magazynu, przedstawiało alegoryczny obraz problemu. Pływająca w oceanie plastikowa torba jednorazowa częściowo wynurzona i stylizowana na górę lodową, stała się znakiem rozpoznawczym akcji.

## Ekologiczny problem
Produkcja tworzywa sztucznego na szerszą skalę rozpoczęła się w latach 50. XX wieku, kiedy uznano, że lekki i trwały materiał może zrewolucjonizować życie i umożliwić szybszy postęp technologiczny.
Szacuje się, że od 1950 roku na całym świecie wyprodukowano 9,2 miliarda ton tworzywa sztucznego. Z tego ponad 6,9 miliarda ton stało się odpadami. Spośród nich 9% poddanych zostało recyklingowi, a 79% zanieczyściło środowisko naturalne, bądź zostało spalone (w samej Europie – recyklingowi poddawanych jest 31% plastikowych odpadów, w Polsce – poniżej 30%).
Tworzywo sztuczne na dużą skalę wykorzystywane jest zarówno w budownictwie, przemyśle tekstylnym, transporcie, ale najwięcej tworzywa wykorzystuje się do produkcji opakowań. Plastikowe odpady opakowaniowe odpowiadają obecnie za połowę wszystkich plastikowych śmieci produkowanych na całym świecie.
Co roku na świecie zużywanych jest nawet bilion jednorazowych torebek, a co minutę sprzedaje się milion napojów w plastikowych butelkach. Do walki z foliówkami w 2015 roku włączyła się Unia Europejska, która zobowiązała kraje członkowskie do redukcji zużycia plastikowych toreb jednorazowych do 90 na osobę w 2019 r. i do 40 w 2025 roku. Dla porównania, w 2010 roku średnia unijna wynosiła 198 torebek na głowę. W Polsce od 2018 roku za torebki foliowe w sklepach trzeba dodatkowo płacić, w związku z wprowadzeniem tak zwanej opłaty recyklingowej – 20 groszy plus VAT (za foliówki o grubości od 15 do 50 mikrometrów).
Oprócz walki z foliowymi torebkami jednorazowymi, Parlament Europejski przyjął także plan zakazujący sprzedaży m.in. patyczków kosmetycznych oraz słomek do napojów, a także plastikowych sztućców i talerzy do 2021. Głosowanie odbyło się 24 października 2018 roku. Europosłowie opowiedzieli się także za objęciem zakazem odpadów pozostających po produktach tytoniowych, zwłaszcza filtrów papierosowych, które zawierają plastik. Do 2025 roku zostaną one zredukowane o 50%, a do 2030 roku – o 80%.
Zanieczyszczenie plastikiem ma wyjątkowo niekorzystny wpływ na środowisko naturalne, ponieważ według szacunków rozkład torebki foliowej trwa nawet 400 lat. Plastikowe odpady to również zagrożenie dla życia zwierząt, głównie dlatego, że tego rodzaju śmieci rozkładają się na małe – niewidoczne gołym okiem cząsteczki – tzw. mikroplastik, który trafia m.in. do wód.

## Mikroplastik
Mikroplastikiem określane są cząsteczki, powstałe w procesie rozkładu plastiku o średnicy nie większej niż 5 milimetrów. Są zagrożeniem w szczególności dla morskich zwierząt, które połykają je, przez co plastik dostaje się do ich przewodu pokarmowego. Badacze szacują, że na skutek odkładającego się w organizmach zwierząt plastiku co roku ginie milion gatunków.
Cząsteczki mikroplastiku występują też w dużych ilościach na plażach, w piasku – na głębokości nawet kilkudziesięciu centymetrów. Naukowcy zaobserwowali również, że mikroplastik występuje nawet na Arktyce – w badanym przez nich składzie pokrywy lodowej.
Jak wynika z najnowszych badań, cząsteczki mikroplastiku są zagrożeniem nie tylko dla zwierząt żyjących w wodach. Przenoszone mogą być również przez owady, co oznacza, że mogą zalegać również w organizmach zwierząt żywiących się owadami.

## Akcja „Planeta Albo Plastik?” w Polsce
W ramach inicjatywy „Planeta albo plastik?” marka National Geographic postawiła sobie za cel dotarcie z przekazem do jak największej liczby osób, w tym również dzieci.
W pięciu miastach w całej Polsce – Warszawie, Wrocławiu, Poznaniu, Chorzowie i Gdyni – stanęły wykonane z plastikowych odpadów rzeźby zwierząt, które mają zwracać uwagę na problem zanieczyszczenia mórz i oceanów. Prace odwzorowują przedstawione gatunki w skali 1:1.
W ZOO w Warszawie stanęła rzeźba zagrożonego wyginięciem żółwia szylkretowego. Pracę wykonał Jan Sajdak. Ten sam artysta wykonał również rzeźbę pingwina przylądkowego, którą oglądać można w Ogrodzie Zoologicznym we Wrocławiu, a także rekina młota, który stanął w Akwarium Gdyńskim.
W Ogrodzie Zoologicznym w Poznaniu stanęła rzeźba foki pospolitej. Pracę wykonała Anna Stawowczyk.
W Śląskim Ogrodzie Zoologicznym w Chorzowie oglądać można rzeźbę pelikana australijskiego, wykonaną przez Marię Szydłowską – autorkę figury Matki Boskiej z mydelniczek, szczoteczek, linijek, wstążek, wałków do włosów i setek innych przedmiotów z plastiku, która w 2012 roku stanęła na Starym Rynku w Poznaniu.
Rzeźby po zakończeniu ekspozycji pozostaną w ogrodach zoologicznych i będą pełnić rolę edukacyjną, służąc za przykład współczesnych zagrożeń dla życia i zdrowia zwierząt.